# Rassvet, Strășeni
Rassvet este un sat aflat în jurisdicția orașului Bucovăț din raionul Strășeni, Republica Moldova.
Între satele Sadova și Rassvet este amplasată rezervația peisagistică Voloca–Verbca. În partea de nord-vest a satului se află alei de larice și tei, grupuri de conifere, monument de arhitectură peisagistică.

## Istorie
Pepiniera Bucovăț a fost înființată în 1907, de către Administrația Domeniilor Mânăstirești din Basarabia pe o suprafață de 70 ha, la 4 km distanță de Bucovăț. În anul 1918 pepiniera trece sub administrația Directoratului de Agricultură a Republicii Democratice Moldovenești. După unirea Basarabiei cu România, suprafața pepinierii e mărită cu cca. 90 ha. Din punct de vedere teritorial era amplasată în comuna Vorniceni, județul Lăpușna.
Din 1921 se află în subordinea Ministerului Agriculturii și Domeniilor al României și din 1929 - subordinea Regiei Exploatărilor Agricole și Zootehnice. În anul în 1933 pepiniera e trecută în patrimoniul Facultății de Științe Agricole a Universității din Iași, cu sediul la Chișinău. Moșia pepinierei era de 177,26 ha, fiind întinsă pe valea Bâcului și dealul aferent, cu expoziția de Sud – Sud-Vest. 
Anuarul Facultății de Științe Agricole publicat în 1937 ne oferă mai multe informații despre Pepiniera Bucovăț pentru perioada anilor 1936-1937. Atunci, din suprafața totală a pepinieriei, 92.94 ha reprezentau terenurile arabile; 27,00 ha sunt destinate fânețe și pășunatului; 47,44 ha erau ocupate de livezi și vii (plantații); 9,88 ha – clădiri și drumuri. Din suprafața de 47,44 ha a plantațiilor, vița americană ocupa - 20; vie pe rod – 12,78 ha; livezi (de prun, nuc, măr, păr, cireș și vișin) – 8,27 ha; perdea de salcâm – 4 09 ha și perdea de semincer – 2,30 ha.
În cadrul pepinieriei existau 8 locuințe pentru personal, 1 seră de forțat vița, 1 pivniță cu 3 galerii, 1 magazie, 1 atelier, 2 grajduri și 1 uscător de fructe. Inventarul agricole era alcătuit din: 1 semănătoare, 1 secerătoare de poloage, 1 cositoare, 9 pluguri diferite, 4 pluguri de vie, 8 cultivatoare-prășitoare, 1 greblă mecanică, 2 vânturători, 1 teasc, 1 zdrobitor, 3 zăcători și alte mașini și unelte. Inventarul viu al pepinierei se compun din: 4 cai, 3 mânji, 4 boi, 3 vaci, 2 junci și 3 viței.
Suma totală capitalului activ constituia 3.836.760 lei (1936). De la trecerea pepinieră în patrimoniul Facultății Agricole rezultatele contabile sunt următoarele: 1933 - 34 pepiniera a suferit o pierdere de 80.862 lei, în 1934-35 a avut un profit de 80.062 lei și 1935-1936 un profit de 51.506 lei. Majoritatea încasărilor în pepinieră provin din vânzarea materialului săditor și a cerealelor.
Centrul de greutate al producției în pepinieră îl constituie producerea materialului săditor pomicol și viticol înnobilat și brut (pomi altoiți, puieți, port altoi americani), material de ornament, producția de vinuri și fructe. Dintre cereale o parte se consumă pe loc, iar prisosul se vinde pe piață. Producția medie la ha: la grâu 1200 kg., la porumb 1500 kg. (boabe), la orz 1000 kg, la secară 1000 kg. Recolta medie de vie este de 200-500 dal (decalitre) la ha. economic. Piața de desfacere și de aprovizionare pentru pepinieră este Tg. Călărași la o depărtare de 8 km. 
Cheltuielile cele mai mari erau pentru salariile personalului și lucrătorilor. Brațele de muncă se recrutau din satele vecine: Păulești, Petușcă, Vărzărești, Gălești, Bucovăț, Vorniceni, Sadova.
În 1940, sub ultimatum, România cedează Basarabia Uniunii Sovietice. Noile autorități organizează propriul sistem de conducere a regiunii. În baza materială a Facultății Agricol este creat Institutul Agricol din Chișinău. 
După colectivizările forțate, pepiniera a fost transformată în sovhozul (gospodărie sovietică) „Țvetușeaia Moldaviia” (Moldova înfloritoare), în raionul Strășeni. În 1964 gospodărie a fost înregistrată în calitate de localitate cu numele actual, Rassvet, în cadrul orășelului Bucovăț, raionul Călărași.